# Pittsburgh Slim
Pittsburgh Slim, de son vrai nom Sied Chahrour, est un rappeur et acteur américain. Anciennement signé au label Def Jam Recordings sous le nom de Pittsburgh Slim jusqu'en 2009, il est actuellement membre du label Snowballers Entertainment sous le nom de Slimmie Hendrix.

## Biographie
Chahrour est né et a grandi dans le quartier de Greenfield à Pittsburgh, et a des origines algériennes et mexicaines. Il se lance dans le rap pendant ses études à l'Allderdice High School. Il endosse le rôle de guitariste dans des groupes de rock et participe fréquemment à la scène hip-hop locale, aux côtés du producteur E. Dan et du rappeur Wiz Khalifa. Il joue également pour des artistes comme Nelly, Jurassic 5, Usher, Nas, The Roots, Ja Rule et 50 Cent. Chahrour se lance dans la scène en 1996 et aide à la formation d'un crew appelé Strict Flow. En 1999, il signe au label Raw Shack de J-Live.
Chahrour emménage à Los Angeles, en Californie, et travaille comme serveur tandis qu'il poursuit en parallèle sa carrière musicale. Chahrour contacte le producteur David Willis, ou Ski Beatz, pour l'aider à la production d'une chanson. Ensemble, pour leur chanson Girls Kiss Girls, ils publient une vidéo aux côtés de la mannequin Krista Ayne, inspirée du film American Pie. Chahrour se voit plus tard offrir plusieurs contrats de labels pour la sortie du single. Chahrour fait la rencontre du rappeur et CEO du label Def Jam Recordings Jay-Z, qui lui offre un contrat de cinq albums, ce que le rappeur accepte. Chahrour adopte le nom de Pittsburgh Slim quatre ans plus tôt, un nom qui s'inspire de la chanson So Ghetto de Jay-Z issue de Vol. 3... Life and Times of S. Carter.
Chahrour publie le single Girls Kiss Girls. La chanson se popularise sur YouTube, ce qui mène Jay-Z à signer l'artiste sur son label Def Jam Recordings, dans lequel il débute avec son premier album, Tastemaker le 4 décembre 2007. Chahrour participe à l'album Last Call with Carson Daly le 11 décembre 2007 et au film The Bleeding dans le rôle de Crash. Le film est avec Vinnie Jones, Michael Matthias, Michael Madsen, DMX et Armand Assante. Chahrour quitte Def Jam à la fin de 2008.
Pittsburgh revient en 2011 sous le nom de Slimmie Hendrix avec l'album Steezington Ave qui inclut des collaborations avec DJ Adam 12, Tony Adams, Dirt Nasty, Tekneek et Axident.

## Discographie

### LP
- 2011 : Steezington Ave (Slimmie Hendrix)

### EP
- 2007 : Tastemaker

### Mixtapes
- 2007 : Downtown Wednesday Night
- 2009 : Nolita Nights
- 2012 : Pittsburgh Slim's Excellent Adventure

### Singles
- 2007 : Girls Kiss Girls (clip avec Krista Ayne)[8]
- 2009 : My Bitch is Crazy

## Filmographie
- 2009 : The Bleeding